# Cabbage Tree Island
Cabbage Tree Island är en ö i Australien. Den ligger i delstaten New South Wales, i den sydöstra delen av landet, omkring 160 kilometer nordost om delstatshuvudstaden Sydney.
Genomsnittlig årsnederbörd är 1 560 millimeter. Den regnigaste månaden är februari, med i genomsnitt 280 mm nederbörd, och den torraste är oktober, med 51 mm nederbörd.